# Motor SOFIM 8140
El motor 8140 es un motor diésel de 4 cilindros del fabricante italiano Sofim utilizado por modelos de alta gama de FIAT y Lancia, así como por Renault en el Renault Safrane hasta ser sustituido por el Motor Renault G.
Esta serie de motores también se han utilizado en furgonetas de gran tamaño de Citroën, FIAT, Iveco, Nissan, Opel, Peugeot y Renault.

## 8140.x1/Serie 1 (2.4L)
El 8140.x1 o Serie 1 tiene una cilindrada de 2445 cm³, con un diámetro de 93.0 mm y una carrera de 90.0 mm.
| Versión         | Código interno             | Distribución      | Potencia máxima           | Par motor         | Alimentación                                  | Catalizador | Normativa de anticontaminación | Usos |
| --------------- | -------------------------- | ----------------- | ------------------------- | ----------------- | --------------------------------------------- | ----------- | ------------------------------ | --- |
| 8140.61/8144.61 | S8U-730, S8U-731 (Renault) | 8 válvulas (SOHC) | 66 CV (48 kW) @ 3800 rpm  |                   | Inyección indirecta BOSCH                     | No          | Euro 0                         | Renault Trafic Renault Master                                                                                      |
| 8140.61/8144.61 | S8U-720, S8U-722 (Renault) | 8 válvulas (SOHC) | 69 CV (50 kW) @ 3900 rpm  |                   | Inyección indirecta BOSCH                     | No          | Euro 0                         | Renault Trafic |
| 8140.61/8144.61 |                            | 8 válvulas (SOHC) | 72 CV (52 kW) @ 3900 rpm  | 147 Nm @ 2400     | Inyección indirecta BOSCH                     | No          | Euro 0                         | Fiat 131 Fiat 132 Fiat Argenta Fiat Nuova Fiat Ducato Iveco Daily I Peugeot J5 Citroën C25 UAZ 469 Fiat Campagnola |
| 8140.21/8144.21 | S8U-750 (Renault)          | 8 válvulas (SOHC) | 92 CV (68 kW) @ 3800 rpm  | 215 Nm @ 2200 rpm | Inyección directa, turbo                      | No          | Euro 0                         | Fiat Ducato Iveco Daily I Peugeot J5 Citroën C25 Renault Master                                                    |
| 8140.81         |                            | 8 válvulas (SOHC) | 90 CV (66 kW) @ 3800 rpm  |                   | Inyección indirecta BOSCH, turbo              | No          | Euro 0                         | Fiat Argenta |
| 8144.91         |                            | 8 válvulas (SOHC) | 100 CV (74 kW) @ 3800 rpm |                   | Inyección indirecta BOSCH, turbo, intercooler | No          | Euro 0                         | Fiat Croma Lancia Thema                                                                                            |

## 8140.x7/Serie 7 (2.5L)
El 8140.x7 o Serie 7 tiene una cilindrada de 2499 cm³, con un diámetro de 93.0 mm y una carrera de 92.0 mm.
| Versión  | Código interno                                | Distribución      | Potencia máxima           | Par motor         | Alimentación                            | Catalizador             | Normativa de anticontaminación | Usos                                                                                             |
| -------- | --------------------------------------------- | ----------------- | ------------------------- | ----------------- | --------------------------------------- | ----------------------- | ------------------------------ | ------------------------------------------------------------------------------------------------ |
| 8140.07  | S9U (Renault) / 2.5 D                         | 8 válvulas (SOHC) | 75 CV (55 kW) @ 4200 rpm  |                   | Inyección directa                       | No                      | Euro 0                         | Fiat Ducato Iveco Daily I Renault Trafic Renault Master                                          |
| 8140.07  | S9U (Renault)                                 | 8 válvulas (SOHC) | 80 CV (59 kW) @ 4000 rpm  |                   | Inyección directa                       | Si                      | Euro 1, Euro 2                 | Renault Master                                                                                   |
| 8140.27  | 2.5 TD                                        | 8 válvulas (SOHC) | 95 CV (70 kW) @ 3800 rpm  | 216 Nm @ 2200 rpm | Inyección directa, turbo                | No (Euro 0) Si (Euro 1) | Euro 0, Euro 1                 | Fiat Ducato Peugeot J5 Citroën C25 Renault Trafic Renault Master                                 |
| 8140.27  |                                               | 8 válvulas (SOHC) | 103 CV (76 kW) @ 3800 rpm | 225 Nm @ 2000 rpm | Inyección directa, turbo                | No                      | Euro 0                         | Iveco Daily II                                                                                   |
| 8140.47  | 2.5 TDI                                       | 8 válvulas (SOHC) | 115 CV (85 kW) @ 4000 rpm | 245 Nm @ 2000 rpm | Inyección directa, turbo, intercooler   | Si                      | Euro 1, Euro 2                 | Fiat Ducato Iveco Daily Peugeot Boxer Citroën Jumper Renault Master Opel Movano Nissan Interstar |
| 8144.67  | 2500 D                                        | 8 válvulas (SOHC) | 75 CV (55 kW) @ 4200 rpm  | 162 Nm @ 2200 rpm | Inyección indirecta                     | No                      | Euro 0                         | Fiat Croma Fiat Ducato                                                                           |
| 8144.97  | 2500 TD                                       | 8 válvulas (SOHC) | 115 CV (85 kW) @ 3900 rpm | 250 Nm @ 2000 rpm | Inyección indirecta, turbo, intercooler | No                      | Euro 0                         | Fiat Croma Lancia Thema                                                                          |
| 8144.97Y | 2500 TD (Fiat, Lancia), S8U 762/763 (Renault) | 8 válvulas (SOHC) | 115 CV (85 kW) @ 4100 rpm | 245 Nm @ 2000 rpm | Inyección indirecta, turbo, intercooler | Si                      | Euro 1                         | Fiat Croma Lancia Thema Renault Safrane                                                          |

## 8140.x3/Serie 3 (2.8L)
El 8140.x3 o Serie 3 tiene una cilindrada de 2799 cm³, con un diámetro de 94.4 mm y una carrera de 100.0 mm.
| Versión  | Código interno    | Distribución      | Potencia máxima            | Par motor         | Alimentación                                       | Catalizador | Normativa de anticontaminación | Usos                                                                                                 |
| -------- | ----------------- | ----------------- | -------------------------- | ----------------- | -------------------------------------------------- | ----------- | ------------------------------ | --- |
| 8140.63  | 2.8 D             | 8 válvulas (SOHC) | 85 CV                      |                   | Inyección indirecta                                | No          | Euro 0                         | Fiat Ducato Iveco Daily I Renault Master                                                             |
| 8140.23  | 2.8 TD            | 8 válvulas (SOHC) | 103 CV (76 kW) @ 3600 rpm  | 240 Nm @ 1900     | Inyección directa, turbo                           | Si          | Euro 2                         | Fiat Ducato Iveco Daily II Peugeot Boxer Citroën Jumper Renault Master Opel Movano Nissan Interstar  |
| 8140.43  | 2.8 TDI           | 8 válvulas (SOHC) | 122 CV (90 kW) @ 3600 rpm  | 285 Nm @ 1800 rpm | Inyección directa, turbo, intercooler              | Si          | Euro 2                         | Fiat Ducato Iveco Daily II Peugeot Boxer Citroën Jumper Renault Master Opel Movano Nissan Interstar  |
| 8140.43R | 2.8 JTD           | 8 válvulas (SOHC) | 86 CV (63 kW)              |                   | Inyección directa, common-rail, turbo              | Si          | Euro 3                         | Iveco Daily III                                                                                      |
| 8140.43C |                   | 8 válvulas (SOHC) | 106 CV (77 kW)             |                   | Inyección directa, turbo                           | Si          | Euro 3                         | Iveco Daily III                                                                                      |
| 8140.43B |                   | 8 válvulas (SOHC) | 106 CV (77 kW) @ 3600 rpm  | 260 Nm @ 1800 rpm | Inyección directa, common-rail, turbo              | Si          | Euro 3                         | Iveco Daily III                                                                                      |
| 8140.43S |                   | 8 válvulas (SOHC) | 128 CV (94 kW) @ 3600 rpm  | 300 Nm @ 1800 rpm | Inyección directa, common-rail, turbo, intercooler | Si          | Euro 3                         | Fiat Ducato Iveco Daily III Peugeot Boxer Citroën Jumper Renault Master Opel Movano Nissan Interstar |
| 8140.43N | 2.8 JTD/HDi Power | 8 válvulas (SOHC) | 146 CV (107 kW) @ 3600 rpm | 310 Nm @ 1500 rpm | Inyección directa, common-rail, turbo, intercooler | Si          | Euro 3                         | |